# قسطنطين دويو
قسطنطين دويو (مواليد 8 أكتوبر 1949) هو مبارز بالسيف روماني، مثّل بلاده في الألعاب الأولمبية الصيفية 1972.

## روابط خارجية
قسطنطين دويو على موقع أوليمبيديا (الإنجليزية)